# 上湖乡 (高安市)
上湖乡，是中华人民共和国江西省宜春市高安市下辖的一个乡镇级行政单位。

## 行政区划
上湖乡下辖以下地区：
上湖街社区、三湖村、赤星村、南坪村、上湖村、岗上村、付背村、古桥村、广福村、珠湖村、卢家村、汉溪村、坪湖村和永安村。